# Jüdischer Friedhof (Salzhemmendorf)
Der jüdische Friedhof im niedersächsischen Flecken Salzhemmendorf im Landkreis Hameln-Pyrmont ist ein Kulturdenkmal.
Auf dem 632 Quadratmeter großen rekonstruierten Friedhof am Limberger Weg befinden sich siebzehn Grabsteine.

## Geschichte
Der Friedhof wurde von 1816 bis 1932 belegt. Am 9. November 1938 wurde er zerstört, ein Teil der Grabsteine blieb aber erhalten. Der im Jahr 1945 wiederhergestellte Friedhof wurde 1955 geschändet. Danach wurden die Grabsteine in Beton eingegossen. Instandsetzungen erfolgten 1962 und 1997. Der älteste vorhandene Grabstein stammt aus dem Jahr 1902, der jüngste aus dem Jahr 1930.